# Georgia en los Juegos Paralímpicos de Londres 2012
Georgia estuvo representada en los Juegos Paralímpicos de Londres 2012 por dos deportistas masculinos. El equipo paralímpico georgiano no obtuvo ninguna medalla en estos Juegos.